# Powiat szawelski
Powiat szawelski (Шавельский уезд) zwany z języka rosyjskiego ujezdem to w latach 1795 do 1918 jeden z powiatów guberni kowieńskiej z ośrodkiem w Szawlach. Przed rozbiorami tereny należały do I Rzeczypospolitej, następnie były pod zaborem rosyjskim, obecnie część Litwy.

## Wzmianka z roku1890
Szawelski powiat, najrozleglejszy z powiatów gubernii, leży w północnej jej części i graniczy od północy z gubernią kurlandzką, od wschodu z powiatem poniewieskim, od południa z kowieńskim i rossieńskim, od zachodu zaś z telszowskim. Podług obliczeń Strjelbickiego obejmuje 125'64 mil al. 6079,3 w. kw. Podług danych z 1877 roku z ogólnej przestrzeni 596913 dziesięcin: 310738 dziesięcin (52'6%) należało do właścicieli posiadłości większej, 248637 dziesięcin (41'7%) do włościan, 32545 do skarbu, 1580 do kościołów, 2258 do miast. Średnio właściciele posiadłości większej (w liczbie 926) posiadają po 335'6 dziesięcin. Mianowicie 61 mniej niż po 10 dziesięcin" 503 od 11 do 100 dziesięcin, 257 od 101 do 500 dziesięcin, 58 od 501 do 1000 dziesięcin, 39 od 1000-5500 dziesięcin i 8 przeszło po 5000 dziesięcin. Średni nadział b. włościan prywatnych wynosi po 5'3 dziesięcin, skarbowych zaś po 7 dziesięcin. Powierzchnia powiatu pochyla się od południa (Szawlany pod 55° 40' północnej szerokości, 603 Rt. npm.), ku północy Stupury pod 56° 8' północnej szerokości, 279 st. npm.). Najwyższe wzniesienie w powiecie dochodzi w górze Szatryi do 746 st. (...)